# Музей польского военного наследия (Нью-Йорк)
Музей польского военного наследия (Нью-Йорк) (англ. Polish Military Heritage Museum in New York, пол. Muzeum Tradycji Oręża Polskiego w Nowym Jorku) — польско-американский военно-исторический музей.
Музей польского военного наследия был основан в 1996 году в Нью-Йорке при штаб-квартире Ассоциации ветеранов польской армии в Америке. Целью музея является сохранение и экспонирование предметов, связанных с историей и традициями польского военного дела, с особым акцентом на участие польско-американского сообщества в Первой и Второй мировых войнах.
Музей был основан при сотрудничестве с крупнейшим военно-историческим музеем Польши — Музеем Войска польского, представители которого разработали концепцию создания нью-йоркского музея.
Значительная часть экспонатов музея была получена от членов Ассоциации. Каждый ветеран, внёсший свой вклад в открытие музея и формирование его коллекции, получил благодарственное письмо Ассоциации.
Экспозиция музея связана с вербовкой польских добровольцев из США и Канады для польской армии в Европе в 1917—1919 годах, с участием американской польской диаспоры во Второй мировой войне, а также с деятельностью Ассоциации ветеранов польской армии в Америке. В музее выставлены исторические флаги, униформа, плакаты, картины и документы. Большая часть экспонатов — это памятные вещи ветеранов. Особый интерес представляет коллекция обмундирования, элементов вооружения, экипировки, знаков различия и наград.
В музее экспонируются также предметы из архивного фонда Ассоциации ветеранов. Среди архивных коллекций наиболее ценными являются личные дела более чем 20 000 ветеранов Первой и Второй мировых войн, которые были или являются членами Ассоциации, а также богатая коллекция фотографий и аудиовизуальных записей, в основном рассказов ветеранов. Важную группу архивных документов составляют материалы, касающиеся контактов Ассоциации с видными польскими военными и государственными деятелями, в том числе с Халлером, Падеревским и другими.
В числе почётных гостей музея — президент Польши Анджей Дуда с супругой, которые в мае 2018 года, во время посещения с визитом штаб-квартиры Ассоциации, осмотрели музейную экспозицию.